# Taiki, Hokkaido
Taiki (大樹町 Taiki-chō?) är en landskommun (köping) i Tokachi subprefektur på Hokkaido i Japan. Folkmängden uppgår till drygt 5 000 invånare. Taiki betyder "atmosfär" på japanska.